# Liste des mammifères à Chypre

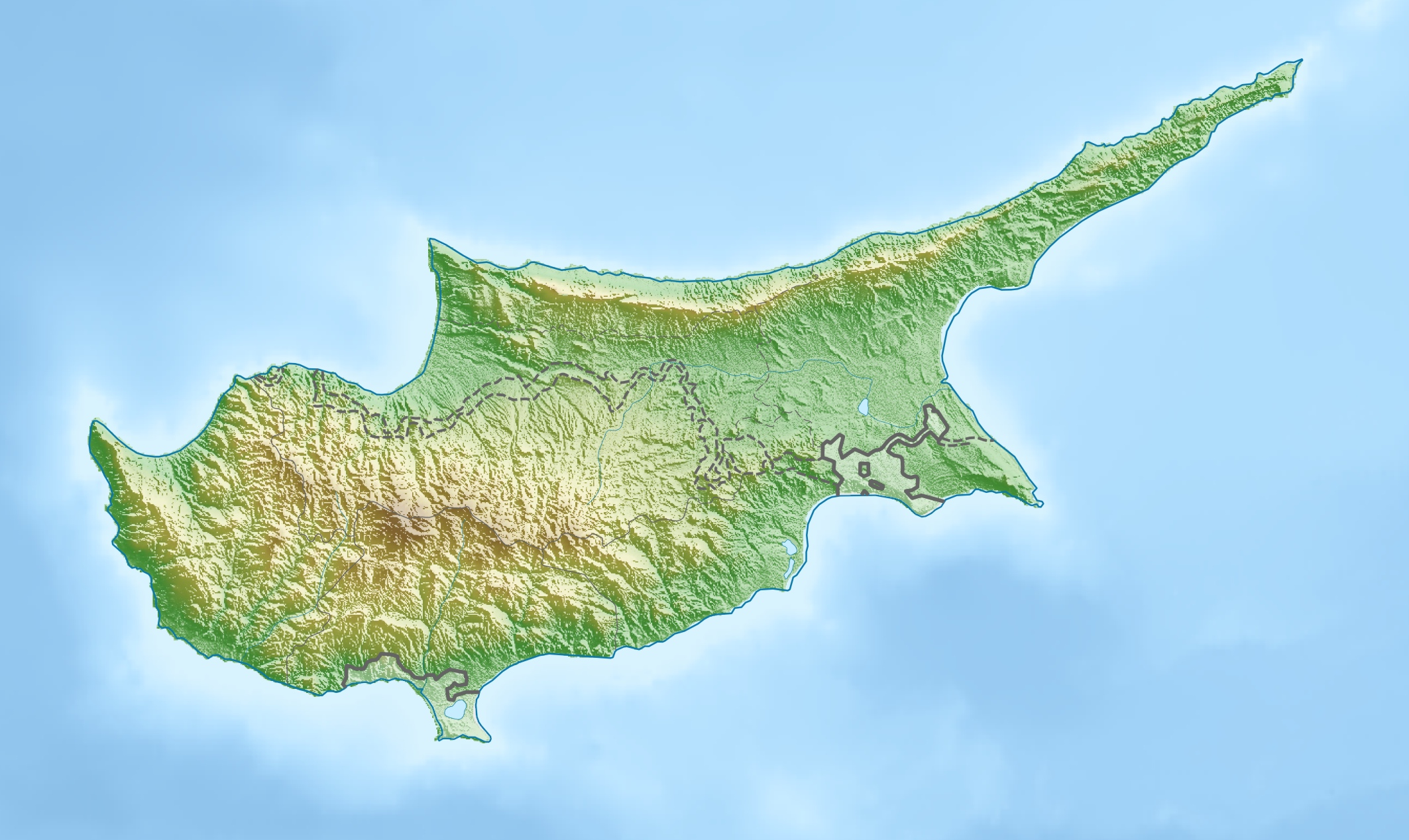
Carte topographique de Chypre.

Localisation de Chypre en Asie.

Localisation de Chypre en Europe.

Cette liste commentée présente la mammalofaune à Chypre. Elle vise à intégrer les espèces de mammifères chypriotes actuels et celles qui ont été classifiées comme éteintes (à partir de l'Holocène, depuis donc 11 700 ans av. J.‑C.). Cette liste comporte des  espèces réparties en ordres et familles, dont certaines sont « en danger critique d'extinction », « en danger »,« vulnérables », « quasi menacées ». D'autres  ont des « données insuffisantes » pour être classées (selon les critères de la liste rouge de l'UICN au niveau mondial).
Elle contient des espèces introduites sur ce territoire, qui sont plus ou moins bien acclimatées. Elle peut contenir aussi des animaux non reconnus par la liste rouge de l'UICN. Ils sont classés en « non évalué » : cela est dû notamment au manque de données et à des espèces domestiques, disparues ou éteintes avant le XVIe siècle. Il existe à Chypre quatre espèces de mammifères endémiques (une actuelle et trois éteintes). Comme sous-espèces endémiques, il y a par exemple Lepus europaeus cyprius et Vulpes vulpes indutus (es).

## Statuts de la liste rouge de l'UICN
Les statuts de conservation utilisés par la liste rouge de l'UICN mondiale sont :
| (EX) | Éteint                  | Il n'y a pas le moindre doute sur le fait que le dernier spécimen recensé est mort.                                                                   |
| (EW) | Éteint à l'état sauvage | L'espèce est connue uniquement en captivité ou en tant que population naturalisée bien en dehors de son ancienne aire de répartition.                 |
| (CR) | En danger critique      | L'espèce risque prochainement de s'éteindre à l'état sauvage.                                                                                         |
| (EN) | En danger               | L'espèce fait face à un très gros risque d'extinction à l'état sauvage.                                                                               |
| (VU) | Vulnérable              | L'espèce fait face à un gros risque d'extinction à l'état sauvage.                                                                                    |
| (NT) | Quasi menacé            | L'espèce ne satisfait pas un ou plusieurs des critères prévus qui permettraient de la catégoriser, mais pourrait risquer de s'éteindre dans le futur. |
| (LC) | Préoccupation mineure   | Il n'y a pas de risque identifiable pour l'espèce. |
| (DD) | Données insuffisantes   | Il n'y a pas d'information adéquate qui permettraient de faire une évaluation des risques pour cette espèce.                                          |
| (NE) | Non évalué              | L'espèce n'a pas encore été confrontée aux critères précédents, n'est pas reconnue par l'UICN ou bien s'est éteinte avant le XVIe siècle.             |

## Ordre:Proboscidiens

### Famille:Éléphantidés
| Nom binominal, nom vulgaire et citation d'auteurs | Nom vulgaire grec (El) et turc (Tr) (langues officielles de Chypre) | Origine et statut à Chypre          | Aire de répartition    | Statut UICN mondial | Image                   |
| ------------------------------------------------- | ------------------------------------------------------------------- | ----------------------------------- | ---------------------- | ------------------- | ----------------------- |
| Palaeoloxodon cypriotes (Bate, 1903)              | El : — aucun — Tr : — aucun —                                       | Autochtone (Endémique mais éteint), | Illustration manquante | (NE)                | Palaeoloxodon cypriotes |

## Ordre:Primates

### Famille:Hominidés
| Nom binominal, nom vulgaire et citation d'auteurs | Nom vulgaire grec (El) et turc (Tr) (langues officielles de Chypre) | Origine et statut à Chypre | Aire de répartition                    | Statut UICN mondial | Image         |
| ------------------------------------------------- | ------------------------------------------------------------------- | -------------------------- | -------------------------------------- | ------------------- | ------------- |
| Homo sapiens (Homme moderne) Linnaeus, 1758       | El : Άνθρωπος Tr : İnsan                                            | Autochtone,                | Aire de répartition de l'Homme moderne | [ 3 ]               | Homme moderne |

## Ordre:Lagomorphes

### Famille:Léporidés
| Nom binominal, nom vulgaire et citation d'auteurs | Nom vulgaire grec (El) et turc (Tr) (langues officielles de Chypre) | Origine et statut à Chypre | Aire de répartition                    | Statut UICN mondial | Image           |
| ------------------------------------------------- | ------------------------------------------------------------------- | -------------------------- | -------------------------------------- | ------------------- | --------------- |
| Lepus capensis (Lièvre du Cap) Linnaeus, 1758     | El : — aucun — Tr : — aucun —                                       | Peut-être autochtone,      | Aire de répartition du Lièvre du Cap   | [ 4 ]               | Lièvre du Cap   |
| Lepus europaeus (Lièvre d'Europe) Pallas, 1778    | El : Λαγός Tr : Bayağı tavşan                                       | Allochtone (Introduit),    | Aire de répartition du Lièvre d'Europe | [ 6 ]               | Lièvre d'Europe |

## Ordre:Rodentiens

### Famille:Muridés
| Nom binominal, nom vulgaire et citation d'auteurs                                                   | Nom vulgaire grec (El) et turc (Tr) (langues officielles de Chypre) | Origine et statut à Chypre | Aire de répartition                         | Statut UICN mondial | Image                  |
| --------------------------------------------------------------------------------------------------- | ------------------------------------------------------------------- | -------------------------- | ------------------------------------------- | ------------------- | ---------------------- |
| Acomys cahirinus (Rat épineux du Caire) (Desmarest, 1819)                                           | El : — aucun — Tr : Dikenli sıçan                                   | Allochtone (Introduit)     | Aire de répartition du Rat épineux du Caire | [ 8 ]               | Rat épineux du Caire   |
| Mus cypriacus Cucchi, Orth, Auffray, Renaud, Fabre, Catalan, Hadjisterkotis, Bonhomme & Vigne, 2006 | El : — aucun — Tr : Kıbrıs faresi                                   | Autochtone (Endémique),    | Illustration manquante                      | [ 9 ]               | Illustration manquante |
| Mus musculus (Souris grise) Linnaeus, 1758                                                          | El : Σταχτοποντικός Tr : Ev faresi                                  | Allochtone (Introduit)     | Aire de répartition de la Souris grise      | [ 10 ]              | Souris grise           |
| Rattus norvegicus (Rat surmulot) (Berkenhout, 1769)                                                 | El : Δεκατιστης Tr : Göçmen sıçan                                   | Allochtone (Introduit)     | Aire de répartition du Rat surmulot         | [ 11 ]              | Rat surmulot           |
| Rattus rattus (Rat noir) (Linnaeus, 1758)                                                           | El : Μαυροποντικός Tr : Kara sıçan                                  | Allochtone (Introduit)     | Aire de répartition du Rat noir             | [ 12 ]              | Rat noir               |

## Ordre:Érinacéomorphes

### Famille:Érinacéidés
| Nom binominal, nom vulgaire et citation d'auteurs       | Nom vulgaire grec (El) et turc (Tr) (langues officielles de Chypre) | Origine et statut à Chypre        | Aire de répartition                       | Statut UICN mondial | Image              |
| ------------------------------------------------------- | ------------------------------------------------------------------- | --------------------------------- | ----------------------------------------- | ------------------- | ------------------ |
| Hemiechinus auritus (Hérisson oreillard) (Gmelin, 1770) | El : Σκαντζόχοιρος μακρώτις Tr : Uzun kulaklı çöl kirpisi           | Peut-être allochtone (Introduit), | Aire de répartition du Hérisson oreillard | [ 14 ]              | Hérisson oreillard |

## Ordre:Soricomorphes

### Famille:Soricidés
| Nom binominal, nom vulgaire et citation d'auteurs           | Nom vulgaire grec (El) et turc (Tr) (langues officielles de Chypre) | Origine et statut à Chypre       | Aire de répartition                             | Statut UICN mondial | Image                 |
| ----------------------------------------------------------- | ------------------------------------------------------------------- | -------------------------------- | ----------------------------------------------- | ------------------- | --------------------- |
| Crocidura suaveolens (Crocidure des jardins) (Pallas, 1811) | El : Κηπομυγαλίδα Tr : Bahçe sivri faresi                           | Peut-être allochtone (Introduit) | Aire de répartition de la Crocidure des jardins | [ 15 ]              | Crocidure des jardins |
| Suncus etruscus (Pachyure étrusque) (Savi, 1822)            | El : Ετρουσκομυγαλιδα Tr : Cüce sivri fare                          | Autochtone                       | Aire de répartition du Pachyure étrusque        | [ 16 ]              | Pachyure étrusque     |

## Ordre:Chiroptères

### Famille:Ptéropodidés
| Nom binominal, nom vulgaire et citation d'auteurs              | Nom vulgaire grec (El) et turc (Tr) (langues officielles de Chypre) | Origine et statut à Chypre | Aire de répartition                          | Statut UICN mondial | Image              |
| -------------------------------------------------------------- | ------------------------------------------------------------------- | -------------------------- | -------------------------------------------- | ------------------- | ------------------ |
| Rousettus aegyptiacus (Roussette d'Égypte) (E. Geoffroy, 1810) | El : — aucun — Tr : Mısır meyve yarasası                            | Autochtone                 | Aire de répartition de la Roussette d'Égypte | [ 17 ]              | Roussette d'Égypte |

### Famille:Molossidés
| Nom binominal, nom vulgaire et citation d'auteurs         | Nom vulgaire grec (El) et turc (Tr) (langues officielles de Chypre) | Origine et statut à Chypre | Aire de répartition                       | Statut UICN mondial | Image              |
| --------------------------------------------------------- | ------------------------------------------------------------------- | -------------------------- | ----------------------------------------- | ------------------- | ------------------ |
| Tadarida teniotis (Molosse de Cestoni) (Rafinesque, 1814) | El : Τυφλασπαλακας Tr : Buldog yarasası                             | Autochtone                 | Aire de répartition du Molosse de Cestoni | [ 18 ]              | Molosse de Cestoni |

### Famille:Rhinolophidés
| Nom binominal, nom vulgaire et citation d'auteurs             | Nom vulgaire grec (El) et turc (Tr) (langues officielles de Chypre) | Origine et statut à Chypre | Aire de répartition                          | Statut UICN mondial | Image                  |
| ------------------------------------------------------------- | ------------------------------------------------------------------- | -------------------------- | -------------------------------------------- | ------------------- | ---------------------- |
| Rhinolophus blasii (Rhinolophe de Blasius) Peters, 1866       | El : Ρινόλοφος του Blasius Tr : Blasius nalburunlu yarasası         | Autochtone                 | Aire de répartition du Rhinolophe de Blasius | [ 19 ]              | Illustration manquante |
| Rhinolophus euryale (Rhinolophe euryale) Blasius, 1853        | El : Μεσορινόλοφος Tr : Akdeniz nalburunlu yarasası                 | Autochtone                 | Aire de répartition du Rhinolophe euryale    | [ 21 ]              | Rhinolophe euryale     |
| Rhinolophus ferrumequinum (Grand Rhinolophe) (Schreber, 1774) | El : Τρανορινόλοφος Tr : Büyük nalburunlu yarasa                    | Autochtone                 | Aire de répartition du Grand Rhinolophe      | [ 22 ]              | Grand Rhinolophe       |
| Rhinolophus hipposideros (Petit Rhinolophe) (Bechstein, 1800) | El : Tr : Küçük nalburunlu yarasa                                   | Autochtone                 | Aire de répartition du Petit Rhinolophe      | [ 23 ]              | Petit Rhinolophe       |
| Rhinolophus mehelyi (Rhinolophe de Méhely) Matschie, 1901     | El : — aucun — Tr : Mehely nalburunlu yarasası                      | Autochtone                 | Aire de répartition du Rhinolophe de Méhely  | [ 24 ]              | Rhinolophe de Méhely   |

### Famille:Vespertilionidés
| Nom binominal, nom vulgaire et citation d'auteurs                    | Nom vulgaire grec (El) et turc (Tr) (langues officielles de Chypre) | Origine et statut à Chypre | Aire de répartition                                | Statut UICN mondial | Image                       |
| -------------------------------------------------------------------- | ------------------------------------------------------------------- | -------------------------- | -------------------------------------------------- | ------------------- | --------------------------- |
| Miniopterus schreibersii (Minioptère de Schreibers) (Kuhl, 1817)     | El : Πτερυγονυχτερίδα Tr : Uzun kanatlı çöl yarasası                | Autochtone                 | Aire de répartition du Minioptère de Schreibers    | [ 25 ]              | Minioptère de Schreibers    |
| Myotis blythii (Petit Murin) (Tomes, 1857)                           | El : Tr : — aucun —                                                 | Autochtone,                | Aire de répartition du Petit Murin                 | [ 26 ]              | Petit Murin                 |
| Myotis capaccinii (Murin de Capaccini) (Bonaparte, 1837)             | El : Ποδαροµυωτίδα Tr : Uzun ayaklı yarasa                          | Autochtone                 | Aire de répartition du Murin de Capaccini          | [ 27 ]              | Murin de Capaccini          |
| Myotis emarginatus (Murin à oreilles échancrées) (É. Geoffroy, 1806) | El : Πυρροµυωτίδα Tr : Kirpikli yarasa                              | Autochtone                 | Aire de répartition du Murin à oreilles échancrées | [ 28 ]              | Murin à oreilles échancrées |
| Myotis myotis (Grand Murin) (Borkhausen, 1797)                       | El : Τρανοµυωτίδα Tr : Büyük fare kulaklı yarasa                    | Peut-être autochtone,      | Aire de répartition du Grand Murin                 | [ 29 ]              | Grand Murin                 |
| Myotis nattereri (Murin de Natterer) (Kuhl, 1817)                    | El : Μυωτίδα του Natterer Tr : Saçaklı yarasa                       | Autochtone                 | Aire de répartition du Murin de Natterer           | [ 30 ]              | Murin de Natterer           |
| Eptesicus anatolicus (Sérotine d'Anatolie) Felten, 1971              | El : — aucun — Tr : Akdeniz geniş kanatlı yarasa                    | Autochtone                 | Illustration manquante                             | (NE)                | Illustration manquante      |
| Eptesicus serotinus (Sérotine commune) (Schreber, 1774)              | El : Τρανονυχτερίδα Tr : Geniş kanatlı yarasa                       | Autochtone                 | Aire de répartition de la Sérotine commune         | [ 31 ]              | Sérotine commune            |
| Nyctalus lasiopterus (Grande Noctule) (Schreber, 1780)               | El : — aucun — Tr : Büyük akşamcı yarasa                            | Autochtone                 | Aire de répartition de la Grande Noctule           | [ 32 ]              | Grande Noctule              |
| Nyctalus leisleri (Noctule de Leisler) (Kuhl, 1817)                  | El : Tr : Küçük akşamcı yarasa                                      | Autochtone                 | Aire de répartition de la Noctule de Leisler       | [ 33 ]              | Noctule de Leisler          |
| Nyctalus noctula (Noctule commune) (Schreber, 1774)                  | El : Νυκτοβάτης Tr : Bayağı akşamcı yarasa                          | Autochtone                 | Aire de répartition de la Noctule commune          | [ 34 ]              | Noctule commune             |
| Pipistrellus kuhlii (Pipistrelle de Kuhl) (Kuhl, 1817)               | El : Λευκονυχτερίδα Tr : Beyaz şeritli yarasa                       | Autochtone                 | Aire de répartition de la Pipistrelle de Kuhl      | [ 35 ]              | Pipistrelle de Kuhl         |
| Pipistrellus pipistrellus (Pipistrelle commune) (Schreber, 1774)     | El : Νανονυχτερίδα Tr : Bayağı cüce yarasa                          | Autochtone                 | Aire de répartition de la Pipistrelle commune      | [ 36 ]              | Pipistrelle commune         |
| Pipistrellus pygmaeus (Pipistrelle pygmée) (Leach, 1825)             | El : Tr : Akdeniz cüce yarasası                                     | Autochtone                 | Aire de répartition de la Pipistrelle pygmée       | [ 37 ]              | Pipistrelle pygmée          |
| Plecotus kolombatovici (Oreillard des Balkans) Dulic, 1980           | El : — aucun — Tr : — aucun —                                       | Autochtone                 | Illustration manquante                             | [ 38 ]              | Illustration manquante      |
| Hypsugo savii (Vespère de Savi) (Bonaparte, 1837)                    | El : Βουνονυχτερίδα Tr : Savi cüce yarasası                         | Autochtone                 | Aire de répartition de la Vespère de Savi          | [ 39 ]              | Vespère de Savi             |

## Ordre:Cétacés

### Famille:Balænoptéridés
| Nom binominal, nom vulgaire et citation d'auteurs       | Nom vulgaire grec (El) et turc (Tr) (langues officielles de Chypre) | Origine et statut à Chypre | Aire de répartition                   | Statut UICN mondial | Image          |
| ------------------------------------------------------- | ------------------------------------------------------------------- | -------------------------- | ------------------------------------- | ------------------- | -------------- |
| Balaenoptera physalus (Rorqual commun) (Linnaeus, 1758) | El : Πτεροφάλαινα Tr : Oluklu balina                                | Autochtone                 | Aire de répartition du Rorqual commun | [ 40 ]              | Rorqual commun |

### Famille:Delphinidés
| Nom binominal, nom vulgaire et citation d'auteurs             | Nom vulgaire grec (El) et turc (Tr) (langues officielles de Chypre) | Origine et statut à Chypre | Aire de répartition                               | Statut UICN mondial | Image                      |
| ------------------------------------------------------------- | ------------------------------------------------------------------- | -------------------------- | ------------------------------------------------- | ------------------- | -------------------------- |
| Delphinus delphis (Dauphin commun à bec court) Linnaeus, 1758 | El : Κοινό δελφίνι Tr : Tırtak                                      | Autochtone                 | Aire de répartition du Dauphin commun à bec court | [ 41 ]              | Dauphin commun à bec court |
| Stenella coeruleoalba (Dauphin bleu et blanc) (Meyen, 1833)   | El : Ζωνοδέλφινο Tr : Çizgili yunus                                 | Autochtone                 | Aire de répartition du Dauphin bleu et blanc      | [ 42 ]              | Dauphin bleu et blanc      |
| Tursiops truncatus (Grand Dauphin commun) (Montagu, 1821)     | El : Ρινοδέλφινο Tr : Afalina                                       | Autochtone                 | Aire de répartition du Grand Dauphin commun       | [ 43 ]              | Grand Dauphin commun       |
| Globicephala melas (Globicéphale noir) (Traill, 1809)         | El : Μαυροδέλφινο Tr : Uzun yüzgeçli pilot balina                   | Peut-être autochtone,      | Aire de répartition du Globicéphale noir          | [ 45 ]              | Globicéphale noir          |
| Grampus griseus (Dauphin de Risso) (G. Cuvier, 1812)          | El : Σταχτοδέλφινο Tr : Boz yunus                                   | Peut-être autochtone       | Aire de répartition du Dauphin de Risso           | [ 46 ]              | Dauphin de Risso           |
| Pseudorca crassidens (Fausse Orque) (Owen, 1846)              | El : Ψευδόρκα Tr : Yalancı katil balina                             | Autochtone                 | Aire de répartition de la Fausse Orque            | [ 47 ]              | Fausse Orque               |
| Steno bredanensis (Sténo) (G. Cuvier in Lesson, 1828)         | El : Στενόρυγχο δελφίνι Tr : Pürüzlü dişli yunus                    | Autochtone                 | Aire de répartition du Sténo                      | [ 48 ]              | Sténo                      |

### Famille:Physétéridés
| Nom binominal, nom vulgaire et citation d'auteurs      | Nom vulgaire grec (El) et turc (Tr) (langues officielles de Chypre) | Origine et statut à Chypre | Aire de répartition                   | Statut UICN mondial | Image          |
| ------------------------------------------------------ | ------------------------------------------------------------------- | -------------------------- | ------------------------------------- | ------------------- | -------------- |
| Physeter macrocephalus (Grand Cachalot) Linnaeus, 1758 | El : Φυσητήρας Tr : İspermeçet balinası                             | Autochtone                 | Aire de répartition du Grand Cachalot | [ 49 ]              | Grand Cachalot |

### Famille:Ziphiidés
| Nom binominal, nom vulgaire et citation d'auteurs             | Nom vulgaire grec (El) et turc (Tr) (langues officielles de Chypre) | Origine et statut à Chypre | Aire de répartition                               | Statut UICN mondial | Image                   |
| ------------------------------------------------------------- | ------------------------------------------------------------------- | -------------------------- | ------------------------------------------------- | ------------------- | ----------------------- |
| Ziphius cavirostris (Baleine à bec de Cuvier) G. Cuvier, 1823 | El : Ζιφιός Tr : Gagalı balina                                      | Peut-être autochtone       | Aire de répartition de la Baleine à bec de Cuvier | [ 50 ]              | Baleine à bec de Cuvier |

## Ordre:Artiodactyles

### Famille:Hippopotamidés
| Nom binominal, nom vulgaire et citation d'auteurs | Nom vulgaire grec (El) et turc (Tr) (langues officielles de Chypre) | Origine et statut à Chypre         | Aire de répartition    | Statut UICN mondial | Image              |
| ------------------------------------------------- | ------------------------------------------------------------------- | ---------------------------------- | ---------------------- | ------------------- | ------------------ |
| Hippopotamus minor Desmarest, 1822                | El : Νάνος Ιπποπόταμος της Κύπρου Tr : Kıbrıs su aygırı             | Autochtone (Endémique mais éteint) | Illustration manquante | (NE)                | Hippopotamus minor |

### Famille:Bovidés
| Nom binominal, nom vulgaire et citation d'auteurs | Nom vulgaire grec (El) et turc (Tr) (langues officielles de Chypre) | Origine et statut à Chypre | Aire de répartition                     | Statut UICN mondial | Image            |
| ------------------------------------------------- | ------------------------------------------------------------------- | -------------------------- | --------------------------------------- | ------------------- | ---------------- |
| Capra hircus (Chèvre égagre) Linnaeus, 1758       | El : Αίγαγρος Tr : Keçi                                             | Allochtone (Introduit)     | Aire de répartition de la Chèvre égagre | [ 52 ]              | Chèvre égagre    |
| Ovis aries (Mouflon oriental) Linnaeus, 1758      | El : Αγρινό Tr : Yaban koyunu                                       | Allochtone (Introduit)     | Aire de répartition du Mouflon oriental | [ 53 ]              | Mouflon oriental |

### Famille:Cervidés
| Nom binominal, nom vulgaire et citation d'auteurs | Nom vulgaire grec (El) et turc (Tr) (langues officielles de Chypre) | Origine et statut à Chypre | Aire de répartition                  | Statut UICN mondial | Image         |
| ------------------------------------------------- | ------------------------------------------------------------------- | -------------------------- | ------------------------------------ | ------------------- | ------------- |
| Dama dama (Daim européen) (Linnaeus, 1758)        | El : Πλατώνι Tr : Alageyik                                          | Allochtone (Introduit)     | Aire de répartition du Daim européen | [ 54 ]              | Daim européen |

### Famille:Suidés
| Nom binominal, nom vulgaire et citation d'auteurs | Nom vulgaire grec (El) et turc (Tr) (langues officielles de Chypre) | Origine et statut à Chypre | Aire de répartition                       | Statut UICN mondial | Image              |
| ------------------------------------------------- | ------------------------------------------------------------------- | -------------------------- | ----------------------------------------- | ------------------- | ------------------ |
| Sus scrofa (Sanglier d'Eurasie) Linnaeus, 1758    | El : Αγριόχοιρος Tr : Bayağı yaban domuzu                           | Allochtone (Introduit)     | Aire de répartition du Sanglier d'Eurasie | [ 55 ]              | Sanglier d'Eurasie |

## Ordre:Périssodactyles

### Famille:Équidés
| Nom binominal, nom vulgaire et citation d'auteurs | Nom vulgaire grec (El) et turc (Tr) (langues officielles de Chypre) | Origine et statut à Chypre | Aire de répartition                 | Statut UICN mondial | Image      |
| ------------------------------------------------- | ------------------------------------------------------------------- | -------------------------- | ----------------------------------- | ------------------- | ---------- |
| Equus asinus (Âne commun) Linnaeus, 1758          | El : Γάιδαρος Tr : Eşek                                             | Allochtone (Introduit)     | Aire de répartition de l'Âne commun | [ 57 ]              | Âne commun |

## Ordre:Carnivores

### Famille:Canidés
| Nom binominal, nom vulgaire et citation d'auteurs | Nom vulgaire grec (El) et turc (Tr) (langues officielles de Chypre) | Origine et statut à Chypre | Aire de répartition                | Statut UICN mondial | Image       |
| ------------------------------------------------- | ------------------------------------------------------------------- | -------------------------- | ---------------------------------- | ------------------- | ----------- |
| Canis lupus (Loup gris) Linnaeus, 1758            | El : Λύκος Tr : Kurt                                                | Allochtone (Introduit)     | Aire de répartition du Loup gris   | [ 59 ]              | Loup gris   |
| Vulpes vulpes (Renard roux) (Linnaeus, 1758)      | El : Κόκκινη αλεπού Tr : Kızıl tilki                                | Allochtone (Introduit)     | Aire de répartition du Renard roux | [ 61 ]              | Renard roux |

### Famille:Mustélidés
| Nom binominal, nom vulgaire et citation d'auteurs | Nom vulgaire grec (El) et turc (Tr) (langues officielles de Chypre) | Origine et statut à Chypre | Aire de répartition                        | Statut UICN mondial | Image            |
| ------------------------------------------------- | ------------------------------------------------------------------- | -------------------------- | ------------------------------------------ | ------------------- | ---------------- |
| Mustela nivalis (Belette d'Europe) Linnaeus, 1766 | El : Νυφίτσα Tr : Bayağı gelincik                                   | Allochtone (Disparu),      | Aire de répartition de la Belette d'Europe | [ 63 ]              | Belette d'Europe |

### Famille:Phocidés
| Nom binominal, nom vulgaire et citation d'auteurs                | Nom vulgaire grec (El) et turc (Tr) (langues officielles de Chypre) | Origine et statut à Chypre | Aire de répartition                                 | Statut UICN mondial | Image                        |
| ---------------------------------------------------------------- | ------------------------------------------------------------------- | -------------------------- | --------------------------------------------------- | ------------------- | ---------------------------- |
| Monachus monachus (Phoque moine de Méditerranée) (Hermann, 1779) | El : Μεσογειακή Φώκια Tr : Akdeniz foku                             | Autochtone                 | Aire de répartition du Phoque moine de Méditerranée | [ 64 ]              | Phoque moine de Méditerranée |

### Famille:Félidés
| Nom binominal, nom vulgaire et citation d'auteurs | Nom vulgaire grec (El) et turc (Tr) (langues officielles de Chypre) | Origine et statut à Chypre | Aire de répartition                 | Statut UICN mondial | Image        |
| ------------------------------------------------- | ------------------------------------------------------------------- | -------------------------- | ----------------------------------- | ------------------- | ------------ |
| Felis silvestris (Chat sauvage) Schreber, 1777    | El : Αγριόγατα Tr : Yaban kedisi                                    | Allochtone (Introduit)     | Aire de répartition du Chat sauvage | [ 66 ]              | Chat sauvage |

### Famille:Viverridés
| Nom binominal, nom vulgaire et citation d'auteurs | Nom vulgaire grec (El) et turc (Tr) (langues officielles de Chypre) | Origine et statut à Chypre                    | Aire de répartition    | Statut UICN mondial | Image                  |
| ------------------------------------------------- | ------------------------------------------------------------------- | --------------------------------------------- | ---------------------- | ------------------- | ---------------------- |
| Genetta plesictoides Bate, 1903                   | El : — aucun — Tr : — aucun —                                       | Peut-être autochtone (Endémique mais éteint), | Illustration manquante | (NE)                | Illustration manquante |